# 柴瓦哈薩山 (卡斯塔涅達上校區)
14°47′03″S 72°58′40″W / 14.78417°S 72.97778°W
柴瓦哈薩山（Challwa Q'asa），是秘魯的山峰，位於該國南部阿亞庫喬大區，由帕里納科查斯省的卡斯塔涅達上校區負責管轄，屬於萬索山脈的一部分，海拔高度4,800米。